# NGC 7615
NGC 7615 is een spiraalvormig sterrenstelsel in het sterrenbeeld Pegasus. Het hemelobject werd op 16 augustus 1830 ontdekt door de Britse astronoom John Herschel.

## Synoniemen
- MCG 1-59-51
- ZWG 406.70
- PGC 71097